# Década de 370 a.C.
Séculos: (Século V a.C. - Século IV a.C. - Século III a.C.)
Décadas: 420 a.C. 410 a.C. 400 a.C. 390 a.C. 380 a.C. - 370 a.C. - 360 a.C. 350 a.C. 340 a.C. 330 a.C. 320 a.C.
Anos:
```
379 a.C.
 - 
378 a.C.
 - 
377 a.C.
 - 
376 a.C.
 - 
375 a.C.
 - 
374 a.C.
 - 
373 a.C.
 - 
372 a.C.
 - 
371 a.C.
 - 
370 a.C.
```